# 国家地方警察新潟県本部
国家地方警察新潟県本部（こっかちほうけいさつにいがたけんほんぶ）は、旧警察法時代に存在した新潟県の都道府県国家地方警察で、自治体警察を設けない地域を管轄区域とする。また国家地方警察東京警察管区本部の行政管理を受ける。
1954年（昭和29年）の新警察法の公布により廃止され、新たに都道府県警察として新潟県警察本部が発足した。

## 組織
1948年（昭和23年）時点
- 総務部
  - 秘書調査課、会計課
- 警務部 　 
  - 人事装備課、教養課
- 刑事部 　 
  - 捜査課、鑑識課、防犯統計課
- 警備部 　 
  - 警備課、交通課、通信課

## 地区警察署
1948年（昭和23年）時点
- 新潟地区警察署
- 中頸城地区警察署
- 東頸城地区警察署
- 西頸城地区警察署
- 東蒲原地区警察署
- 西蒲原地区警察署
- 南蒲原地区警察署
- 北蒲原地区警察署
- 刈羽地区警察署
- 佐渡地区警察署
- 古志地区警察署
- 岩船地区警察署
- 三島地区警察署
- 中魚沼地区警察署
- 南魚沼地区警察署
- 北魚沼地区警察署

## 県内の自治体警察
1954年(昭和29年）廃止時点
- 新潟市警察
- 長岡市警察
- 高田市警察
- 柏崎市警察
- 三条市警察
- 新津市警察